# Mackenheim
Mackenheim je francouzská obec v departementu Bas-Rhin v regionu Grand Est. V roce 2014 zde žilo 756 obyvatel.

## Poloha obce
Obec leží u hranic Francie s Německem, které zde tvoří řeka Rýn.
Sousední obce jsou: Artolsheim, Bootzheim, Hessenheim, Marckolsheim, Ohnenheim, Sasbach am Kaiserstuhl (Německo) a Wyhl am Kaiserstuhl (Německo).

## Vývoj počtu obyvatel
Počet obyvatel